# 유상은
유상은(1989년 7월 3일 ~ )은 대한민국의 풋살 선수로 현재 드림허브 군산FS 소속으로 뛰고 있다.